# Dirce Funari
Dirce Funari (Roma, 24 luglio 1957) è un'attrice italiana.

## Biografia
Interpreta la sua prima parte nel film commedia Il ginecologo della mutua, diretto nel 1977 da Joe D'Amato. Successivamente avrà svariate parti nei film del periodo erotico-esotico del regista romano, e reciterà nel ruolo di protagonista nel film Blue Movie di Alberto Cavallone. Molti film in cui è presente sono pornografici, ma in nessuno di essi ha interpretato ruoli hardcore.

## Filmografia
- Inhibition, regia di Paolo Poeti (1976)
- Il ginecologo della mutua, regia di Joe D'Amato (1977)
- I peccati di una giovane moglie di campagna, regia di Alfredo Rizzo (1977)
- Suor Emanuelle, regia di Giuseppe Vari (1977)
- Emanuelle e gli ultimi cannibali, regia di Joe D'Amato (1977)
- Blue Movie, regia di Alberto Cavallone (1978)
- Le evase - Storie di sesso e di violenze, regia di Giovanni Brusatori (come Conrad Brueghel) (1978)
- Scontri stellari oltre la terza dimensione, regia di Luigi Cozzi (1978)
- Quello strano desiderio, regia di Enzo Milioni (1979)
- Un'ombra nell'ombra, regia di Pier Carpi (1979)
- Midnight Blue, regia di Raimondo Del Balzo (1979)
- Hard Sensation, regia di Joe D'Amato (1980)
- Porno Esotic Love, regia di Joe D'Amato (1980)
- Le notti erotiche dei morti viventi, regia di Joe D'Amato (1980)
- Porno Holocaust, regia di Joe D'Amato (1981)
- Delitto carnale, regia di Cesare Canevari (1982)
- Le déchaînement pervers de Manuela (1983)